# Napoli milionaria!
Napoli milionaria! es una ópera en tres actos con música de Nino Rota y libreto en Italiano de Eduardo De Filippo.
El libreto señala que la comedia de De Filippo fue puesta en escena 15 de marzo de 1945 en el Teatro San Carlo de Nápoles. En 1950, la comedia se convierte en una película, Nápoles millonaria. De esta comedia sigue siendo famosa en Italia  la frase napolitana, «Ha da passà 'a nuttata» (Debe pasar la noche) en el sentido de tener que soportar las dificultades de la vida con la esperanza de que se resuelvan.
Después de su creación, se ha representado el año 2010, en el Festival de la Valle d'Itria ,en Cagliari el año 2011 y de nuevo el año  2013 en Lucca, Pisa y Livorno.

## Discografía
Esta es una lista de grabaciones de Napoli milionaria.
| Año  | Elenco (Amalia, Gennaro Jovine, Errico, María Rosaria)               | Director, Teatro de ópera y orquesta                                       | Sello discográfico                           |
| ---- | -------------------------------------------------------------------- | -------------------------------------------------------------------------- | -------------------------------------------- |
| 1983 | Josephine Barstow, Ruggero Raimondi, Plácido Domingo, Teresa Stratas | Leonard Bernstein, Orquesta y coro de la Academia de Santa Cecilia de Roma | Audio CD: Deutsche Grammophon Cat: 451 724-2 |
| 1988 | Cheryl Studer, Samuel Ramey, Luciano Pavarotti, Kathleen Battle      | Riccardo Chailly, Orquesta y coro del Teatro Comunale de Bolonia           | Audio CD: Decca Cat: 430 658-2               |

- Datos: Q3870347